# Hospital Universitario Donostia
El Hospital Universitario Donostia es el primer complejo Hospitalario más grande del País Vasco, España. Con 1172 camas y 30 quirófanos. Cuenta con más de 3800 profesionales y dispone de casi todas las especialidades médicas. Atiende anualmente a 3500 partos, 50 000 ingresos y 800 000 consultas externas.
El Hospital Universitario Donostia es un Centro Sanitario de carácter terciario perteneciente a Osakidetza (Servicio Vasco de Salud) cuyo objetivo esencial es ofrecer una asistencia integral y de la más alta calidad en la provincia de Guipúzcoa. Además de su carácter asistencial realiza importantes funciones docentes y de investigación. Su Universidad afiliada es la Universidad del País Vasco. 
Sus Centros fundacionales datan de mediados del siglo XX y está situado en el municipio de San Sebastián (Guipúzcoa), en el paseo del Doctor Beguiristáin,109.
Se configuró como tal en el año 2001 al fusionarse los tres Centros Sanitarios colindantes como eran la Residencia Sanitaria Nuestra Señora de Aránzazu, el Hospital Provincial y el Hospital del Tórax y en el año 2010 se inauguró el Instituto de Investigación Biodonostia siendo el primero de estas características del País Vasco.

## Historia de los centros fundadores

###### Residencia Sanitaria Nuestra Señora de Aránzazu
Comenzó su andadura en 1960, integrada en el Seguro Obligatorio de Enfermedad, bajo la gestión del Instituto Nacional de Previsión. En esa época una parte de la ciudadanía no disponía del Seguro de Enfermedad pero cuando era requerido eran atendidos en el Centro.
Su primer director fue el ginecólogo Alfonso Ugalde Aguirrebengoa. Con una dotación de 650 camas daba cobertura a una parte muy importante de la asistencia hospitalaria general de Guipúzcoa. Ante la falta de profesionales de la enfermería, se contrató a las Hermanas de la Consolación para colaborar con las enfermeras del Centro en sus funciones. Contaba con una maternidad en la que trabajaban diferentes ginecólogos y que en su momento de máxima actividad atendía al 50% de los partos de la provincia, unos 240.000 en los primeros 50 años.
En sus instalaciones se realizaban las intervenciones quirúrgicas del Seguro de Enfermedad encabezadas por Manuel Cárdenas. También disponía de un Servicio de Medicina Interna dirigido por Carlos García del Río y un Servicio de Pediatría dirigido por José Antonio Alustiza que en 1962 instauró un Centro de Prematuros sufragado por UNICEF. Fue el primer Centro de Prematuros en Guipúzcoa donde atendían 400 niños prematuros al año.
En cuanto a la labor docente hay varios hechos destacables:
- En 1964 se creó la Escuela de ATS[9] donde se formaban 50 profesionales en cada promoción.

- En 1975 se amplió la estructura del Hospital a Ciudad Sanitaria obteniendo acreditación docente. Incorporó al Hospital las diferentes especialidades y subespecialidades jerarquizadas que iba generando la medicina en todas sus ramas y conformando una organización hospitalaria semejante a la actual. Por este motivo se amplió enormemente el personal del Hospital multiplicándose el número de médicos.
- En 1976 se instauró en España el examen MIR para la formación de médicos internos-residentes en Hospitales acreditados ingresando en la Residencia Sanitaria unos 40 residentes al año.
- Dependiente de la Universidad del País Vasco en 1978 se comenzaron a impartir las enseñanzas conducentes al título universitario de Diplomado en Enfermería y se creó la Unidad Docente de Medicina siendo su primer Vicedecano el otorrinolaringólogo y profesor titular Jesús Algaba.[10] La plantilla docente estaba formada mayoritariamente por médicos de la Residencia,  destacando por su dedicación el profesor titular de medicina interna Antonio Damiano, llegando algunos de ellos al rango de catedráticos como el gastroenterólogo Juan Ignacio Arenas.[11]Se comenzaron a impartir los últimos tres cursos de la licenciatura de medicina  y para ello se habilitaron unas instalaciones temporales en la Residencia que acogieron la Unidad Docente los tres primeros años de su existencia. En los primeros 25 años se licenciaron más de 2000 médicos.[12]

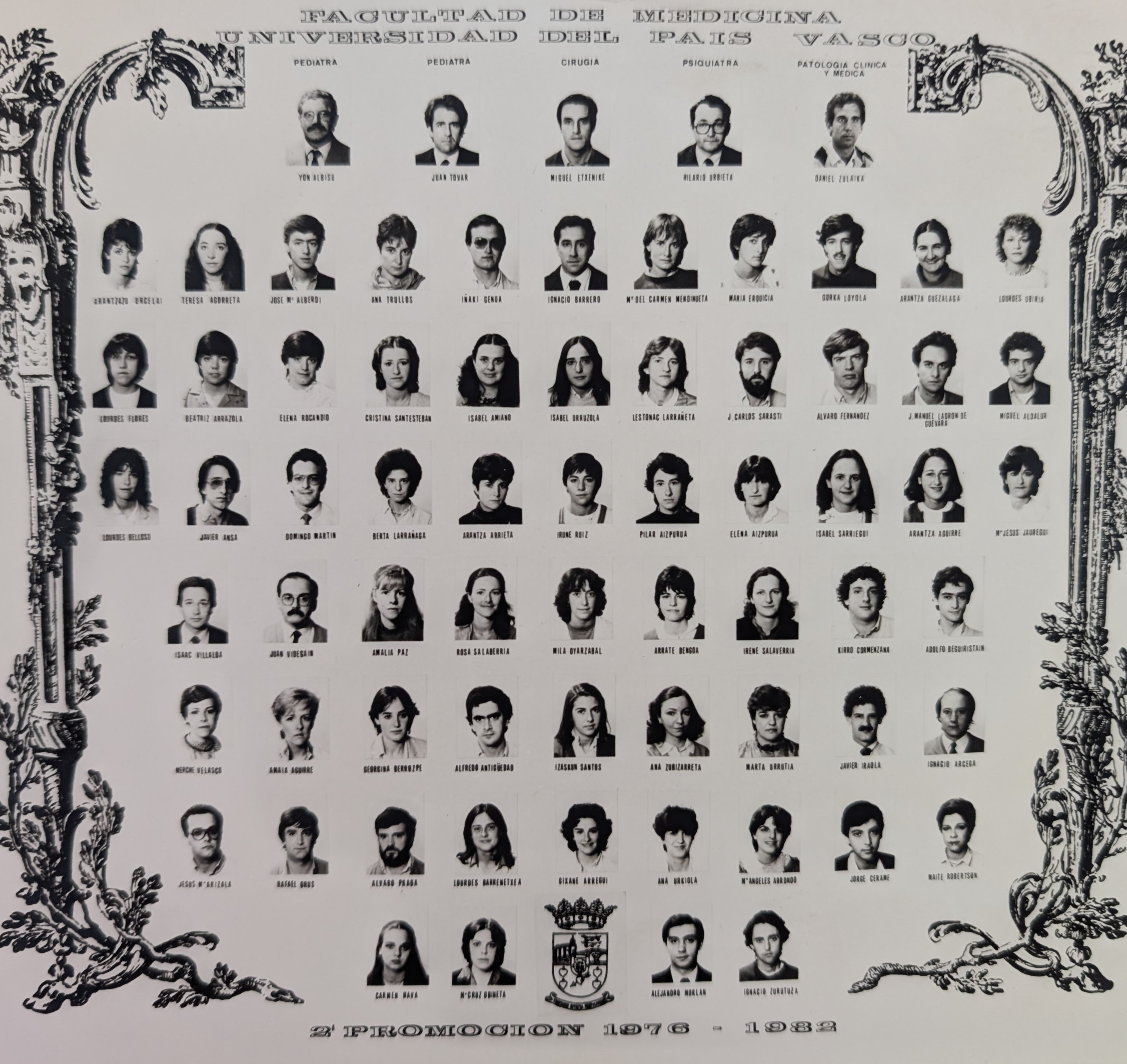
2ª Promoción de Medicina en San Sebastián.1976-1982

La Residencia disponía de algunas especialidades y subespecialidades únicas en la provincia y en estos casos atendía a los pacientes derivados de otros centros públicos o privados, como por ejemplo una unidad de cuidados intensivos pediátrica creada por Eduardo G. Pérez Yarza, o la unidad de enfermedades infecciosas impulsada por el internista Daniel Zulaika y que fundamentalmente atendía los pacientes de la pandemia de VIH/sida en Guipúzcoa.
Un efecto negativo de la gran actividad existente fue la incapacidad de atender a todos los pacientes para lo que hubo que habilitar puntualmente camas en algunos pasillos a principios de los años ochenta.
El treinta de marzo de 1982 fue un día negro en el hospital. ETA asesinó a Ramiro Carasa, jefe de servicio de traumatología.
En 1985 se inauguró el nuevo edificio materno-infantil siguiendo la evolución de los Hospitales modernos y en 1987 se traspasó la competencia del Insalud al Gobierno Vasco integrándose la Residencia en la red de Servicio Vasco de Salud.

###### Hospital Provincial
Se inauguró en 1960 y atendía a pacientes procedentes de la beneficencia y de seguros particulares. Su primer director fue el internista Carlos Elósegui. Dependía administrativamente de la Diputación Provincial y tenía una dotación de 165 camas. Contaba con la colaboración de las Hijas de la Caridad.

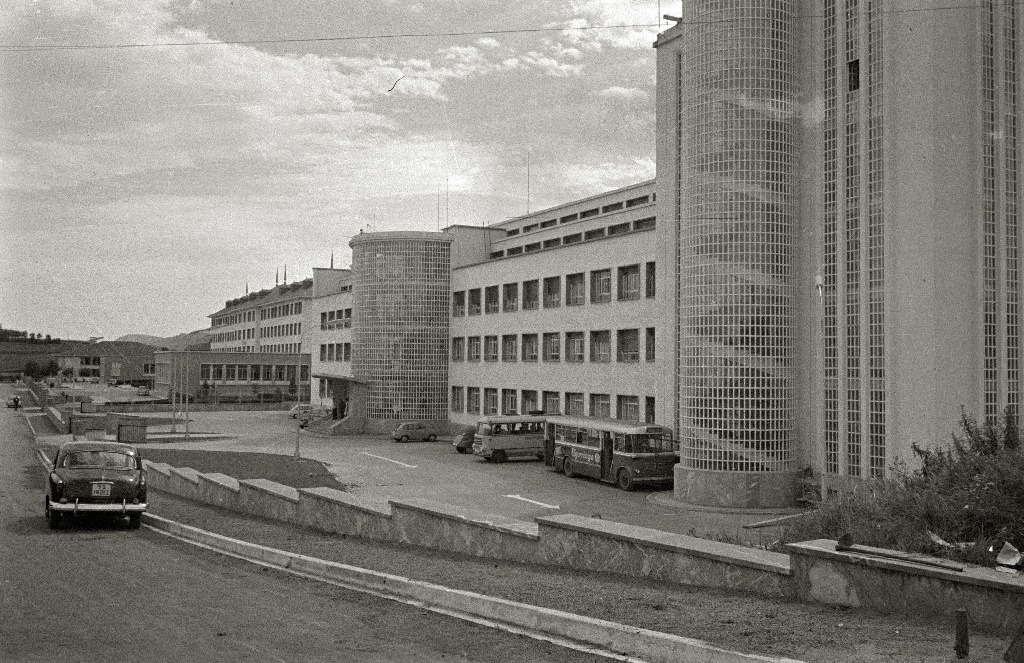
Residencia Sanitaria y Hospital Provincial en los años sesenta

Este hospital estaba conectado con el Sanatorio Psiquiátrico construido en 1944, disponía de 80 camas y dependía así mismo de la Diputación Foral de Guipúzcoa siendo su director Luis Martín-Santos. Colaboraban las Hijas de la Caridad. 
Disponía de una maternidad dirigida por Julio Albea, un Servicio de Pediatría dirigido por Paul Zubillaga, de Medicina Interna dirigido por Carlos Elósegui y de Cirugía General y sus especialidades dirigido por Mario Senra.
En cuanto a docencia, en 1971 se instauró un sistema en el propio Hospital de formación de médicos-residentes que perduró hasta 1985 y en el que se formaron entre 80 y 100 especialistas en sus diferentes ramas. Así mismo entre el año 1976 y 1980 desarrolló su actividad una escuela de ATS.
El Hospital Provincial y la Residencia Sanitaria tenían una colaboración fluida y algunos profesionales desplegaron su actividad en ambos centros como por ejemplo el neurocirujano Mariano Arrázola.
En 1985 se integró en el Gobierno Vasco y en 1993 el cirujano vascular José María de Egaña  creó una Unidad de cirugía endovascular pionera en España en cirugía endoaórtica.

###### Hospital del Tórax
La tuberculosis fue una enfermedad con una amplia implantación en Guipúzcoa hasta que a partir de 1950 se desarrollaron fármacos eficaces.
Este Hospital fue inaugurado en 1953 y dependía del Patronato Nacional Antituberculoso. Contaba con 300 camas y su director fue José Luis Martínez de Salinas. Las Hermanas Mercedarias fueron las encargadas del hospital.
En 1981 se transfirió al Gobierno Vasco y cedió un pabellón para acoger la nueva Unidad Docente de medicina y enfermería, con lo que quedó con una dotación de 200 camas.

## Unificación del complejo hospitalario
Tras el traspaso en 1987 de la competencia del Insalud al Gobierno Vasco se inició el proceso de unificación de los tres Hospitales en un único Complejo Hospitalario.

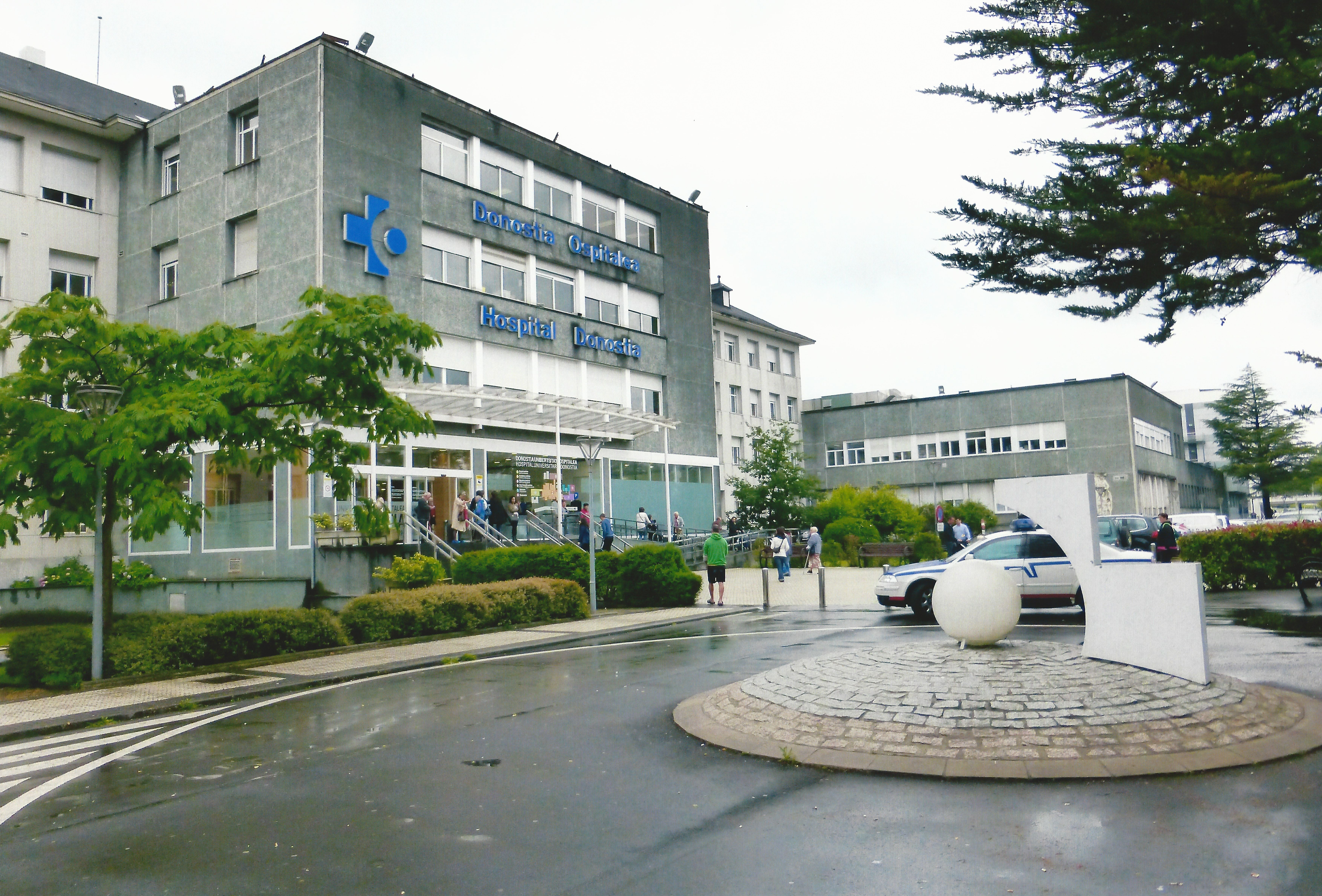
Hospital Universitario Donostia

Comenzó en 1996 creándose el Laboratorio Unificado y conectándose los tres Hospitales por un puente de conexión, y en 1997 se creó el Complejo Hospitalario Donostia unificando en tres años los Servicios Generales de los tres Centros dirigiendo el proceso el Gerente José Antonio Aguirre.
En 2001 quedó configurado como uno de los mayores Complejos Hospitalario del País Vasco con 1.172 camas con el nombre de Hospital Universitario Donostia, siendo su Gerente Juan José Mujika.

## Historia moderna

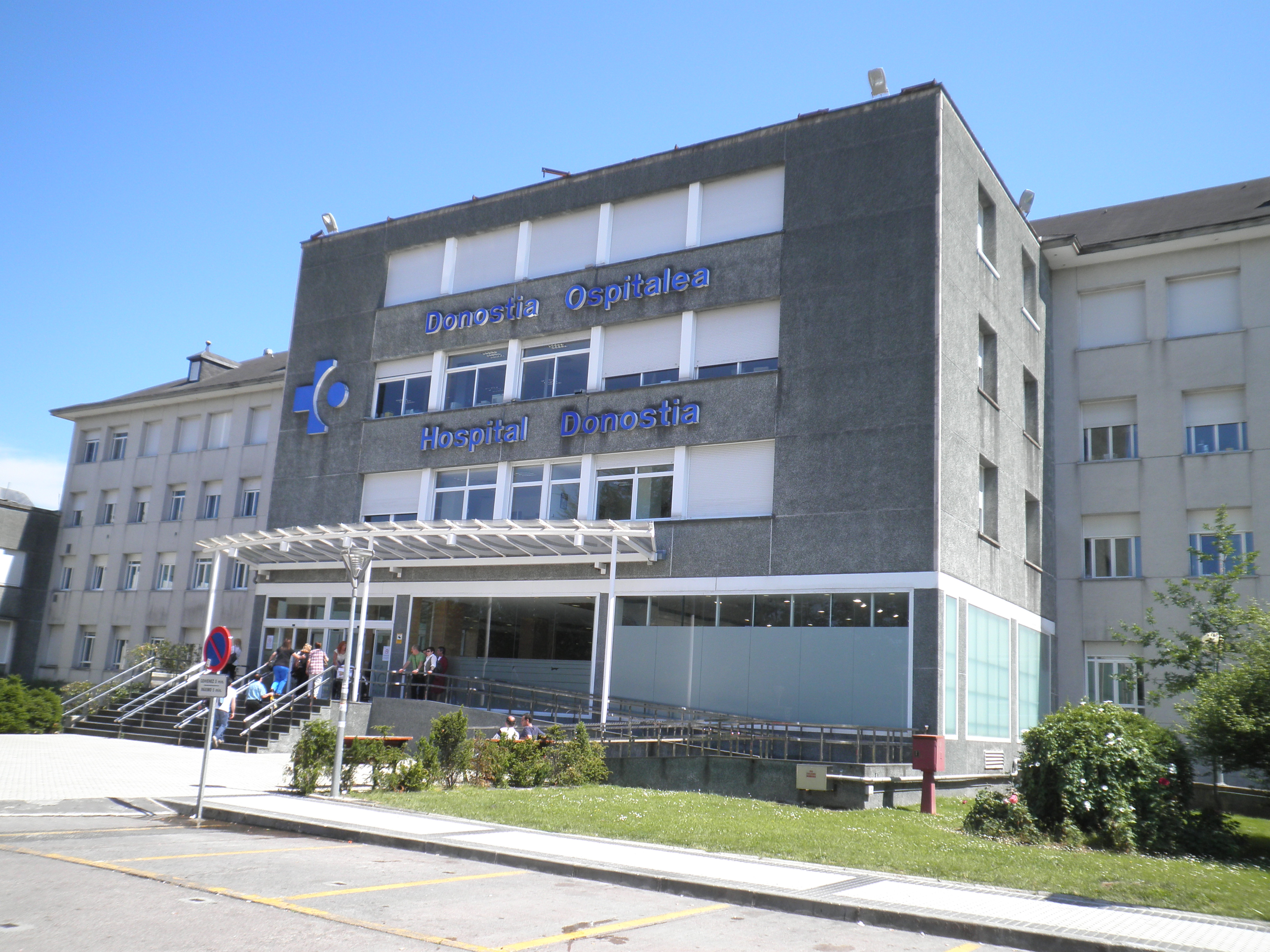
Hospital Universitario Donostia, San Sebastián.

El hospital siguió renovándose y prueba de ello fue la creación del Instituto de Investigación Sanitaria Biodonostia en el año 2010 siendo su director el internista Julio Arrizabalaga y desde 2011 dispuso de una Unidad de Hemodinámica que amplió sus prestaciones quirúrgicas.

El hospital da cobertura hospitalaria general a una población de 350.000 personas y es el centro sanitario de referencia para toda Guipúzcoa.
También tiene establecidos convenios internacionales de colaboración con otros hospitales y frecuentemente especialistas de todo el mundo ofrecen sesiones clínicas y quirúrgicas para presentar las técnicas más avanzadas. Una muestra de ello son los equipos liderados por el digestólogo Luis Bujanda o el neurólogo Adolfo López de Munain.
En el año 2020 se desarrolló la pandemia de COVID-19 siendo el Hospital Donostia uno de los referentes de su tratamiento en el País Vasco y en especial sus servicios de intensivos dirigido por Félix Zubia y de enfermedades infecciosas dirigido por José Antonio Iribarren.
El hospital ha tenido múltiples reconocimientos a nivel colectivo y a nivel individual, lo que hace imposible enumerarlos, aunque se pueden destacar tres a título individual: el premio Euskadi de Investigación 2014 que recibió el neurólogo procedente de la Residencia José Félix Martí Massó y las medallas al mérito ciudadano del Ayuntamiento Donostiarra por parte del oftalmólogo de la Residencia José Luis Munoa y del pediatra del Hospital Provincial Paul Zubillaga.
A título colectivo es reseñable la Medalla al Mérito Ciudadano que otorgó el Ayuntamiento Donostiarra a la Unidad de Neonatología en 2013.
A lo largo de los años la plantilla del hospital se ha feminizado en todos sus estamentos siguiendo la tendencia de los tiempos hasta llegar al 77% en el año 2011-